# Grauer Stein (Ermatingen)

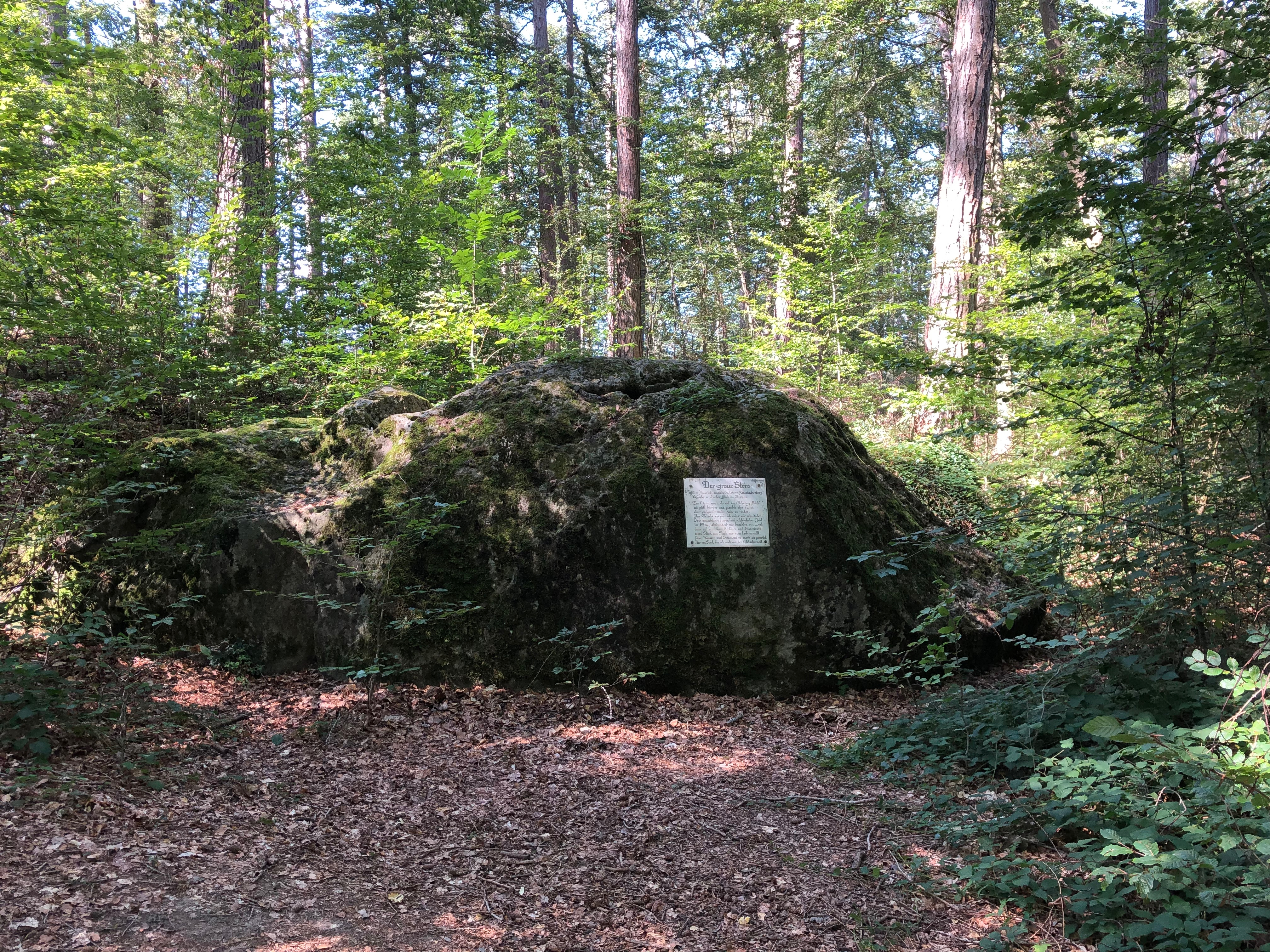
Der Graue Stein, Ansicht von Osten

Der Graue Stein ist ein grosser Erratischer Block bei Ermatingen im Kanton Thurgau. Er gilt als der grösste Findling des Kantons. Der Name bezieht sich auf seine graue Farbe.

## Lage
Der Stein liegt im Wald auf einer Höhe von 512 m ü. M. östlich von Fruthwilen. Er ist vom Wanderweg zum Schloss Hubberg über einen signalisierten Waldweg gut erreichbar.

## Beschreibung

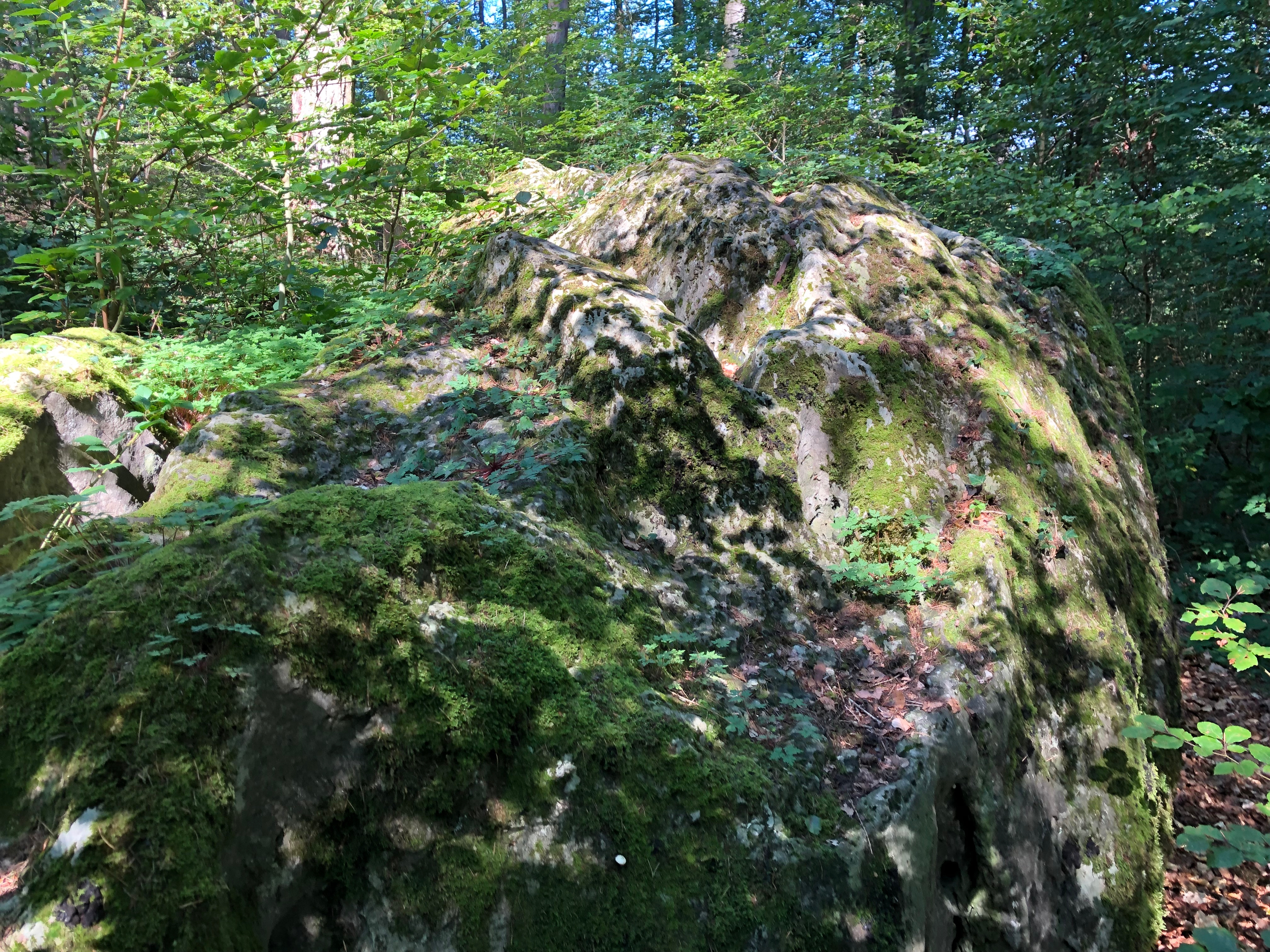
Ansicht von Süden

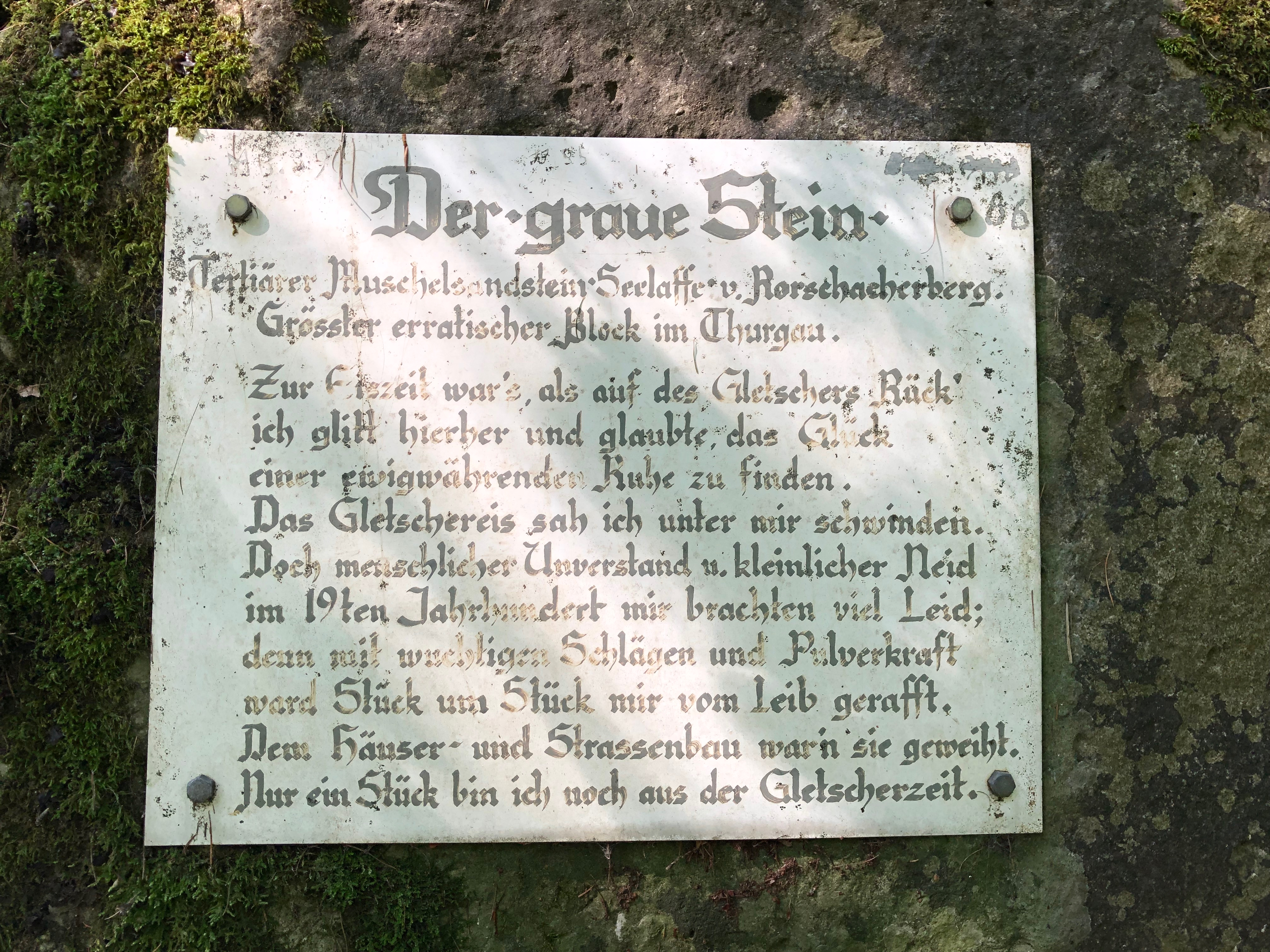
Oberfläche

Der Graue Stein besteht aus Seelaffe/Rorschacher Sandstein, einem Sandstein mit eingeschlossenen Muschelschalen und Bruchstücken. Vor rund 20'000 Jahren wurde er während der letzten Eiszeit vom Rorschacherberg durch den Rheingletscher an seinen Platz geschoben. Heute ist er mit Gesträuch umwuchert und mit Moos und Brombeerranken bedeckt.
Im 19. Jahrhundert wurde Material vom Grauen Stein in Ermatingen für den Häuser- und Strassenbau verwendet, so zum Beispiel um 1870 zum Bau eines Hauses und einer Mauer am See. Zuvor sollen seine Ausmasse noch 12 × 4 × 3 Meter betragen haben.
Ein Gesuch zur Sprengung des Steins wurde 1890 vom Gemeinderat abgelehnt. Auf Antrag des Sekundarlehrers Jakob Engeli (1844–1923) fasste die Bürgergemeinde Ermatingen als Eigentümerin den Beschluss, den Block unversehrt zu erhalten.
Auf seine Nutzung als Materiallieferant weist die Tafel hin, die am Stein angebracht ist:
«Zur Eiszeit war ’s, als auf des Gletschers Rück’

ich glitt hierher und glaubte, das Glück

einer ewigwährenden Ruhe zu finden.

Das Gletschereis sah ich unter mir schwinden.

Doch menschlicher Unverstand und kleinlicher Neid

im 19ten Jahrhundert mir brachten viel Leid;

denn mit wuchtigen Schlägen und Pulverkraft

ward Stück für Stück mir vom Leib gerafft.

Dem Häuser- und Strassenbau war’n sie geweiht.

Nur ein Stück bin ich noch aus der Gletscherzeit.»